# 芝山町長宅前臨時派出所襲撃事件
芝山町長宅前臨時派出所襲撃事件（しばやまちょうちょうたくまえりんじはしゅつじょしゅうげきじけん）は、1977年（昭和52年）5月9日に千葉県山武郡芝山町長宅前に設置された臨時派出所が火炎瓶を持った集団に襲撃され、警察官1名が殉職した事件である。
本事件の直前には、警察が反対派に向け放ったガス弾で支援者が死亡する東山事件が発生している。

## 概要

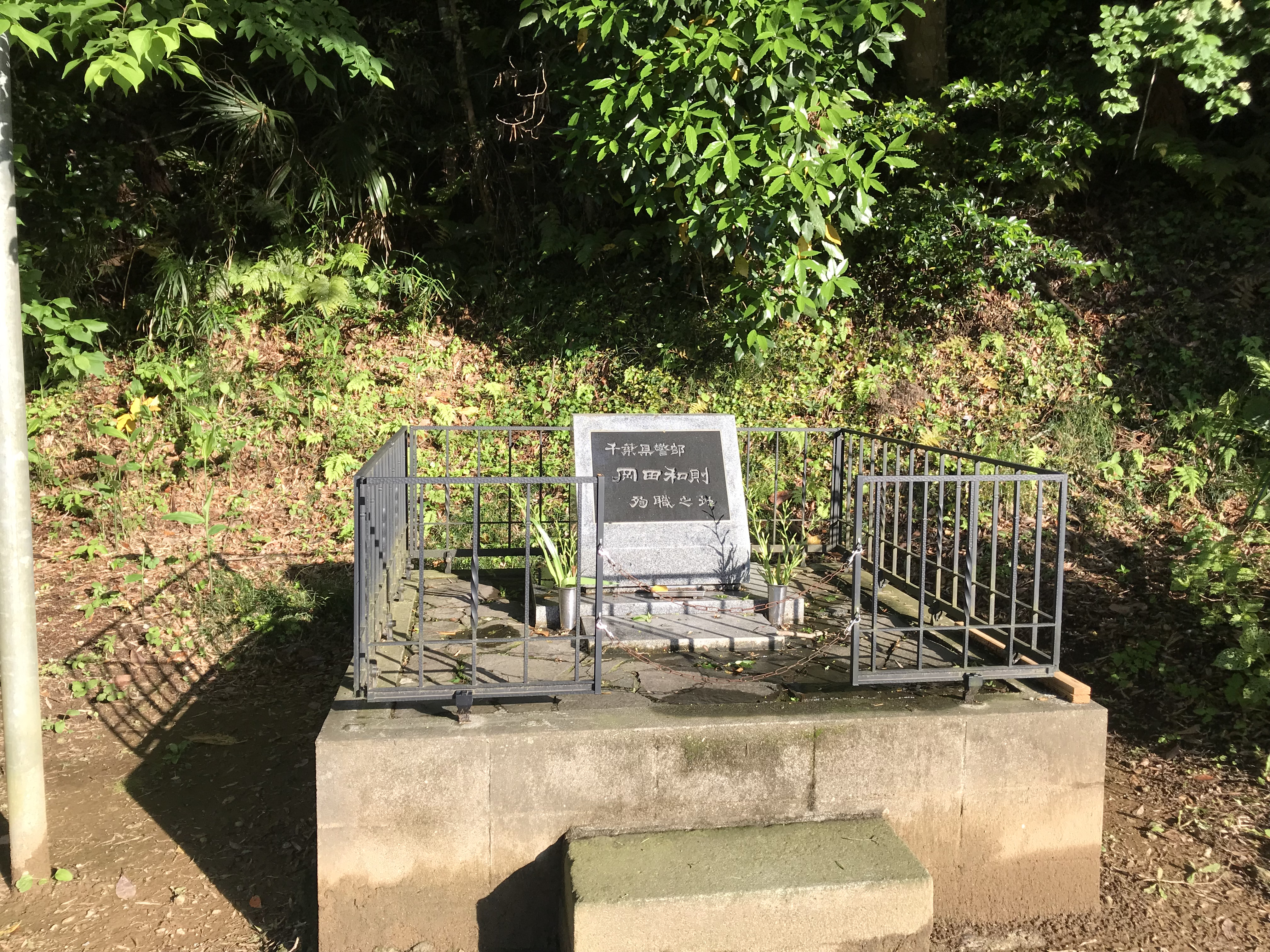
事件現場に建つ慰霊碑

成田空港問題発生に伴う激しい三里塚闘争が継続していた最中である1977年（昭和52年）1月11日に、福田赳夫内閣が閣議で新東京国際空港の年内開港を宣言し「開港絶対阻止」を掲げる三里塚芝山連合空港反対同盟（以下、反対同盟）とそれを支援する新左翼セクトは色めきだった。特に、反対同盟が空港開港を妨害するために建設した岩山大鉄塔の防衛が反対派の最重要課題とされていた。
同年1月15日未明、真行寺一朗芝山町長宅に発煙筒が投げ込まれ、玄関や車のガラスが壊される事件が発生した。空港推進派である真行寺町長は、1973年6月に反対同盟の内田寛一行動隊長を破って初当選しており、「（岩山鉄塔撤去用道路工事のための）道路占用許可を与え（空港）公団の手先になった裏切りに一撃を加えた」との抗議文が見つかる。
千葉県警察はこの事件を機に芝山町小池にある町長宅前に軽量鉄骨プレハブ建ての臨時派出所（成東署竜ヶ塚派出所）を設置し、警察官による芝山町長宅の常時警備が実施された。
同年5月6日、空港公団が反対派の不意を突いて岩山大鉄塔を機動隊の保護のもとで強制撤去した。これに反発した反対同盟支援の過激派は行動を激化させた。このような情勢を受けて、千葉県警察は柏警察署などの警察官を芝山町長宅警備に動員し、警備体制をさらに強化していた。
5月9日未明、火炎瓶・角材・棍棒で武装した共産同系の極左暴力集団とみられる約50人が、柏署員6人（31歳の巡査部長と20代の巡査ら5名）が警戒する芝山町長宅前の臨時派出所を襲撃。襲撃犯は非常用電話線を切断したうえで窓を破って数十本の火炎瓶を投げ込み臨時派出所を全焼させたほか、70メートル離れた空き地で待機していた警察官24人を乗せた輸送車にも火炎瓶を投げつけた。すさまじい火勢で燃え落ちた派出所の鉄骨は飴のように曲がり、裏に生えていたタケノコは根元から炭化していた。
この襲撃で、派出所に詰めていた全員が火炎瓶を投げつけられたり角材等で殴打されたりするなどして重軽傷を負った。そのうち全身やけどを負った巡査部長と2名の巡査はヘリコプターで東京警察病院に搬送され、うち2名が喉の切開手術を施された。巡査部長は全身の80%にやけどを負っていただけでなく、火炎をまともに吸い込んだため、気管支・胃・腸まで熱傷を受けており、喉からは大量の煤が出た。巡査部長は、火だるまで路上を転げ回っていたところを、学生らから追い打ちをかけるように火炎瓶を投げつけられたのだという。
病状は一進一退を続け、一時は流動食を食べられるまでに回復したが、敗血症と心不全を併発して5月21日に死亡した。一緒に喉の切開手術を受けた巡査も熱傷で手の指のすべてが焼け付いており、指を切り離す整形手術すら危ぶまれた。
巡査部長は3歳と1歳の子供を持つ我孫子幹部派出所（現・我孫子警察署）の交通主任で、交通安全教室の指導で子どもたちに人気があったという。巡査部長は二階級特進により警部となった。
成田空港問題での警察官の殉職者としては東峰十字路事件に続いて4人目となった。

## 事件の背景
本事件前日の5月8日、岩山大鉄塔撤去に抗議する空港建設反対派と機動隊が衝突した際、反対派支援者の一人が催涙ガス弾の直撃を受けて重体となっており（5月10日死亡、東山事件）、襲撃はその報復と見られる。
元反対同盟員の一人は「抜き打ち撤去と仲間が殺されたことへの報復だから、人が死ぬのもしょうがない、仇をとったとしか思わなかった」と当時の心境を振り返っている。

## 警察による捜査
千葉県警察は事件解明のため100人の専従捜査員を投入した。5月18日に成東警察署の横芝幹部派出所にストッキングで覆面した男数人が火炎瓶を投げ込む事件があり、逮捕された戦旗派の実行犯から本件の襲撃集団を辿ろうとしたが、遂に容疑者を特定するに至らず、1992年に公訴時効が成立した。
過激派のどのセクトもこの事件に関しては犯行声明を発表しなかった。なお、この事件に先立ち、前日から連続して千葉中央署の宮野木派出所・石神井署西大泉派出所・空港第8ゲート警備員詰所が連続で襲撃されており、これらについてはいずれも中核派が犯行声明を出している。中核派はその後週刊『三里塚』（2006年3月1日付）で「（東山事件の）報復戦として芝山町長宅を防衛していた機動隊にせん滅戦が敢行された」として実質的に関与を認めている。